# Cresera ilioides
Cresera ilioides là một loài bướm đêm thuộc phân họ Arctiinae, họ Erebidae.